# کولیا افری
کولیا افری (انگلیسی: Kolja Afriyie؛ زادهٔ ۶ آوریل ۱۹۸۲) بازیکن فوتبال اهل آلمان است.
از باشگاه‌هایی که در آن بازی کرده‌است می‌توان به باشگاه فوتبال انرژی کوتبوس، باشگاه فوتبال اسبیرگ، و باشگاه فوتبال میتیولن اشاره کرد.
وی همچنین در تیم ملی فوتبال زیر ۲۱ سال آلمان بازی کرده‌است.